# San Cibrao das Viñas
San Cibrao das Viñas är en kommun i Spanien. Den ligger i provinsen Ourense i den autonoma regionen Galicien i nordvästra delen av landet, 400 km nordväst om huvudstaden Madrid. Antalet invånare är 5 718 (2024). Arean är 39,48 kvadratkilometer. San Cibrao das Viñas gränsar till Ourense, O Pereiro de Aguiar, Paderne de Allariz, Taboadela, A Merca och Barbadás. 